# Schizomeria orthophlebia
Schizomeria orthophlebia är en tvåhjärtbladig växtart som beskrevs av Perry. Schizomeria orthophlebia ingår i släktet Schizomeria och familjen Cunoniaceae. Inga underarter finns listade i Catalogue of Life.